# Calais sulcicollis
Calais sulcicollis là một loài bọ cánh cứng trong họ Elateridae. Loài này được Gahan miêu tả khoa học năm 1900.